# Grace de Capitani
Grace de Capitani (Brussel·les, 17 de juny de 1957) és una actriu i poeta belga d'origen italià.

## Biografia
Grace de Capitani estudia teatre en principi a Brussel·les al teatre reial de les Galeries amb professors com Jacques Joel i Georges Pirlet, després a París, al curs Florent amb Francis Huster.
La seva carrera d'actriu comença l'any 1982 amb el film « Les Sous-doués en vacances » de Claude Zidi.
L'any 2013, coneix Jean-Pierre Jacquin que esdevé el seu company.
Des de començament setembre 2016 Grace de Capitani anima una crònica " Carte Blanche " al si l'emissió de Michel Berger, Les Artistes ont la Parole

## Filmografia

### Cinema
- 1982: Les Sous-doués en vacances de Claude Zidi: Claudine / Hélène
- 1983: Vous habitez chez vos parents ? de Michel Fermaud: Dominique
- 1984: Canicule de Yves Boisset: Lily
- 1984: Les Ripoux de Claude Zidi: Natacha
- 1987: Le Moustachu de Dominique Chaussois: La filla pesta
- 1989: Les cigognes n'en font qu'à leur tête de Didier Kaminka: La mare portadora postulante
- 1990: Promotion canapè de Didier Kaminka: Catherine
- 1990: Ripoux contea ripoux de Claude Zidi: Natacha
- 1993: La Chambre 108 de Daniel Moosmann: Janine
- 1994: Dieu que les femmes sont amoureuses de Magali Clément: Cathy
- 2016: Le Cabanon rose de Jean-Pierre Mocky: La dona de l'alcalde
- 2016: Rouges étaient les lilas de Jean-Pierre Mocky: La conserge
- 2017: Des amours, désamour  de Dominic Bachy: La mare de Manon

### Curtmetratge
- 1987: L'amour est blette de Magali Clément: ella
- 1990: Carnaval d'Arnaldo Jabor: Aline
- 2007: Le Troisième Œil: L'àngel

### Televisió
- 1984: Billet doux de Michel Berny (fulletó): Pépette
- 1986-1988: Espionne et tais-toi de Claude Boissol (série, tretze episodis): Agnès
- 1991: Le Piège: Yolande
- 1991: Le Squale: Séverine
- 1992: Honorin et la Loreleï de Jean Chapot: Julia
- 1993: Embrasse-moi vite !: Marie Chevasson
- 1993: Navarro: Coupable je présume ? I Froid devant ! de Nicolas Ribowski: Laura Marcos
- 1994: Adieu les roses: Madeleine
- 1995: Vents contraires d'Allan A. Goldstein: Marie
- 1995: Meurtres par procuration: Raphaëlle Adler
- 1995: L'Histoire du samedi: Une page d'amour: Juliette Deberle
- 1996: Folle de moi de Pierre Joassin: Claire Girod
- 1996: Une fille à papas: Sophie
- 1997: Les Petites bonnes: Marie
- 1997: Paris Palace: Victoire Jarrot
- 1998: Un père inattendu: Cécile
- 1999: Le Secret de Saint-Junien de Christiane Spiero: Françoise
- 2003: Action Justice: Un mauvais médecin de Jean-Pierre Igoux: Antoinette Fromentine
- 2003: Nestor Burma: Machinations pour machines à sous de Laurent Carcélès
- 2006: Chassé-croisé amoureux de Gérard Cuq
- 2015: Scènes de ménages: Enfin en vacances à la mer de Karim Adda et Francis Duquet: Martine
- 2017: Scènes de ménages: Cap sur la Riviera: Martine

## Teatre
- 1982: Flock de Sylvain Rougerie, posada en escena Étienne Bierry, Théâtre de Poche Montparnasse
- 1986: Le Misanthrope, de Molière, posada en escena Françoise Petit, Théâtre des Célestins
- 1988: La Présidente, de Jean Poiret, Théâtre des Variétés
- 2000: Moi, mais ... en mieux, de Jean-Noël Fenwick, posada en escena Jean-Claude Idée, Théâtre de la Michodière
- 2002: Le Canard à l'orange, de William-Douglas Home, posada en escena Gérard Caillaud, Théâtre de la Michodière
- 2011: Le Clan des héritiers, de Saul O'Hara, posada en escena Jean-Pierre Dravel et Olivier Macé, gira
- 2012: Le Clan des veuves, de Ginette Beauvais-Garcin, posada en escena Jérôme Foucher, gira, Alhambra (Paris)
- 2014: Ma mère me rend dingue! de Jérémy Lorca, posada en escena Olivier Lejeune, gira
- 2017: Tout bascule d'Olivier Lejeune, posada en escena de l'autor, gira

## Reculls de poesia
- 2007: Moments de Grâce - Éditions Ramsay - ISBN 978-2841149186
- 2010: État de Grâce - Éditions Autres Temps - EAN13: 9782845213883
- 2014: La Grâce des mots - Éditions Au Verso - EAN13: 9782367150420